# اینستینسیون
اینستینسیون (به اسپانیایی: Instinción) دهستانی در استان آلمریای اسپانیا است.
در این دهستان ۵۲۴ نفر زندگی می‌کنند. مساحت این دهستان ۳۳ کیلومتر مربع است.